# Batalha de Fornovo di Taro
A Batalha de Collecchio-Fornovo (26–29 de abril de 1945) foi uma batalha da Segunda Guerra Mundial entre a Força Expedicionária Brasileira (FEB), juntamente com guerrilheiros italianos e unidades da 1ª Divisão de Blindados e da 92.ª Divisão de Infantaria, contra a 148ª Divisão de Infantaria da Wehrmacht, a 90ª Divisões Panzergrenadier e as 1ª Divisões Bersaglieri "Italia" e 4ª Divisões Alpini "Monterosa" do Exército Republicano Nacional fascista.   A batalha foi travada em torno da cidade de Fornovo di Taro, cerca de 8 milhas (13 km) ao sudoeste de Parma, Itália. Os Aliados derrotaram as forças do Eixo, que tentavam avançar para o norte.  
Em 28 de abril, o 6º RCT brasileiro seguiu com um ataque a Fornovo, com o general alemão Otto Fretter-Pico rendendo a 148ª Divisão, com quase 15.000 soldados alemães e italianos fascistas na manhã de 29 de abril. 

## Antecedentes das forças principais

### 1ª Divisão de Infantaria Brasileira
A Divisão Expedicionária Brasileira era comandada pelo General João Baptista Mascarenhas de Morais.  A FEB chegou à Itália no final de 1944, numa época em que as tropas aliadas estavam sendo transferidas da Itália para participar de operações no sul da França.
Em 16 de julho de 1944, o 6º RCT chegou a Nápoles, o primeiro dos cinco contingentes enviados pelo Brasil. Essas tropas foram formadas em um RCT sob o comando do General de Brigada Euclides Zenóbio da Costa. Com três companhias de tanques dos EUA como reforços, o 6º RCT mudou-se para a frente em setembro de 1944, perseguindo unidades alemãs que faziam uma retirada tática para a Linha Gótica. 
Em outubro-novembro de 1944, o 6º RCT travou vários confrontos, mas não conseguiu romper as posições da linha gótica antes das neves do inverno.  O 1º e o 11º RCT chegaram em novembro, elevando a FEB à força da divisão.  Em seu auge, a divisão brasileira teve um total de 25.334 homens no 1º, 6º e 11º RCTs. Cada RCT tinha três batalhões de quatro companhias. 
Em fevereiro de 1945, os brasileiros venceram os defensores alemães da forte posição de Monte Castello. Eles então se moveram para o leste, lutando em Roncovecchio, Seneveglio e Castelnuovo. A divisão brasileira travou uma dura batalha de quatro dias por Montese, conquistada no dia 16 de abril.  Virando-se para o norte, na madrugada de 21 de abril, as forças brasileiras conquistaram e ocuparam Zocca, um importante terminal ferroviário da região,  e em 22 de abril a FEB invadiu o Vale do Pó, perseguindo as forças alemãs em fuga. O General Zenóbio da Costa levou as viaturas de 10 das suas 12 baterias de artilharia para uso no transporte de infantaria, constituindo uma força móvel com 606 jipes e 676 caminhões de diversos tipos. Na manhã de 26 de abril, as forças brasileiras consolidavam as defesas de Parma, quando souberam que unidades alemãs se aproximavam pelo sul. 

### 148ª Divisão de Infantaria Alemã
Em 25 de setembro de 1943, o general Otto Fretter-Pico assumiu o comando da 148ª Divisão de Infantaria e a liderou pelo resto da guerra.  Em agosto de 1944, a divisão estava em ação contra a Operação Dragão Aliada, a invasão do sul da França. No final de outubro de 1944, a divisão foi transferida para o norte da Itália.  Em dezembro de 1944, a 148ª Divisão atacou decisivamente os americanos nas Montanhas dos Apeninos na Operação Wintergewitter (tempestade de inverno), causando sérias perturbações, apesar de estar em menor número e em armas inferiores aos aliados. 
No entanto, no final de março, o exército alemão estava em uma situação impossível. Sofria de uma aguda falta de suprimentos, domínio total dos céus pelos americanos e grandes e crescentes forças partidárias.  Em 23 de abril, a situação das forças alemãs na Itália era desesperadora. Os guerrilheiros tomaram Parma, Fiume foi ocupada pelas forças iugoslavas de Tito e unidades francesas entraram na Itália pelo oeste.  A 148ª Divisão, que estava baseada no Golfo de Gênova, estava fazendo um último esforço para romper para o norte através do Vale do Pó. 

## Batalha

### Colecchio
Com a notícia da aproximação das forças germano-italianas, em retirada da região de Gênova - La Spezia, que havia sido libertada pela 92ª Divisão dos Estados Unidos,  um esquadrão de reconhecimento blindado brasileiro deslocou-se para o sul de Parma, encontrando unidades líderes das forças do Eixo em Collecchio . Eles encontraram pela primeira vez carros blindados da unidade de reconhecimento da 90ª Divisão Panzergrenadier e, em seguida, tanques (da mesma divisão) com infantaria do 281º regimento da 148ª Divisão de Infantaria. O esquadrão de reconhecimento pediu reforços.  Segundo o capitão Pitaluga da tropa de reconhecimento, "cheguei em Collecchio ao meio-dia e fiquei sozinho até as 18h. Eu já ocupava quase metade da cidade quando a infantaria chegou." A unidade de carros M8 de Pitaluga lutou contra veículos alemães de blindagem mais leve, que tinham apenas canhões de 20 mm. No entanto, os carros blindados brasileiros eram vulneráveis a tanques e armas antitanque; Pitaluga disse sobre seus veículos: "O M8 é para reconhecimento, não (para combate pesado)."  Assim como o M10 (outro veículo então utilizado pelas unidades brasileiras de apoio à Cavalaria), o M8 possuía torres de topo aberto, o que os tornava mais vulneráveis (do que os tanques totalmente fechados) a ataques corpo a corpo da infantaria antitanque, especialmente em combate urbano, como foi o caso em Collecchio. Além disso, neste primeiro dia de batalha, os brasileiros foram superados em número por um batalhão alemão com dois ou três esquadrões.
Uma força da infantaria brasileira foi transportada às pressas para a cidade em jipes, caminhões (como M3s), e o transporte enviado de volta para mais. Às 18h30 do dia 26 de abril, a infantaria brasileira estava posicionada e preparada para a ação. Isso incluiu 5ª Companhia, II Batalhão, 11ª Infantaria; um pelotão de metralhadoras da 8ª Companhia, 11ª Infantaria; e 9ª Companhia, III Batalhão, 6º RCT.  O major Orlando Gomez Ramagem, comandante do II Batalhão da 11ª Infantaria, assumiu o comando das forças brasileiras.  Com a guerra claramente chegando ao fim, as tropas podem ter relutado em correr riscos desnecessários. A princípio, o major Ramagem era a favor de acampar durante a noite, mas foi dissuadido pelo comandante divisionário brasileiro, general Mascarenhas de Moraes. Segundo uma fonte, "o velho general agiu com o entusiasmo de um tenente". 
Ramagem ordenou que algumas de suas tropas, apoiadas pelas metralhadoras, cavassem para bloquear a Rodovia 62, que levava ao norte para Parma. A 5ª companhia do 11º RCT recebeu ordem de ataque às 19h30.  Os primeiros ataques foram feitos pelo sudeste por esta companhia, que rapidamente capturou a igreja.  Isso foi seguido por ataques do nordeste por uma companhia do 6º RCT.  A infantaria alemã defendendo os arredores da cidade, apoiada por morteiros, respondeu aos ataques com fogo intenso.  Nem os brasileiros nem os alemães tinham artilharia regular. Os alemães tinham apenas morteiros e tiros de rifle. 
A igreja foi usada para manter prisioneiros alemães e a torre da igreja como posto de observação. O Tenente Jairo Junqueira da Silva, do 11º Regimento de Infantaria, relata um incidente quando o General Zenóbio da Costa apareceu inesperadamente na igreja:
Aquele Zenóbio era louco. Estávamos perto da porta da igreja, e de repente apareceu o Zenóbio, sabe-se lá de onde. Estava bastante cheio e eu tinha os morteiros posicionados em frente à igreja. De repente, surge uma patrulha alemã em frente ao jardim, sob a cobertura da vegetação. Eles estavam a uma curta distância e os caras começaram a atirar. A primeira coisa a fazer é bater no chão, mas o Zenóbio ficou ali parado como se fosse um chefe de esquadrão, e começou a dar ordens – 'Fuzileiros, aqui! Sargento, vai lá!'... Como todo mundo, eu estava deitado, com aquela metralhadora disparando perto. Mas ele não se mexeu, não se deitou, não fez nada disso.
Mais tropas brasileiras da 2ª Companhia, I Batalhão, 6º RCT chegaram às 21h, algumas montadas em tanques americanos e brasileiros, M10 e M4, para entrar na luta. As tropas do Eixo fizeram várias tentativas malsucedidas de avançar para o norte, mas por volta das 02h00 de 27 de abril, as forças aliadas haviam penetrado na cidade.  As forças do Eixo, reforçadas por artilharia e alguns tanques, fizeram um ataque final desesperado pouco antes do amanhecer. Quando isso falhou, sua resistência entrou em colapso. Ao meio-dia, as forças aliadas, com os brasileiros à frente, tinham controle total da cidade, forçando os alemães e os italianos fascistas para o sul em direção a Fornovo no final da tarde de 27 de abril. 

### Fornovo di Taro
Os prisioneiros feitos na batalha de Collecchio confirmaram os relatórios dos guerrilheiros e rebeldes de que a 148ª Divisão veio do Golfo de Gênova e estava na área ao redor de Fornovo di Taro cerca de 9 milhas (14 km) a sudoeste de Collecchio na Rodovia 62.  A 148ª Divisão de Infantaria alemã fez uma tentativa de deter os aliados em Fornovo di Taro. As forças aliadas atacaram esta posição às 18h00 do dia 28 de abril.  A derrota em Collecchio e os ataques subsequentes em Fornovo convenceram o comandante alemão de que a derrota era inevitável.  Às 22:00, o general Otto Fretter-Pico enviou emissários buscando um cessar-fogo enquanto os termos eram discutidos.  Em 29 de abril, ele rendeu a 148ª Divisão intacta. 

## Consequências
O comandante brasileiro, General Mascarenhas de Moraes, recebeu a rendição das Divisões Wehrmacht e ENR em 29 de abril de 1945. Em uma semana os brasileiros levaram 14.700 soldados, 800 oficiais e dois generais.  Os brasileiros também levaram 1.500 veículos e 80 armas. Todas as forças do Eixo na Itália capitularam em 2 de maio de 1945. 

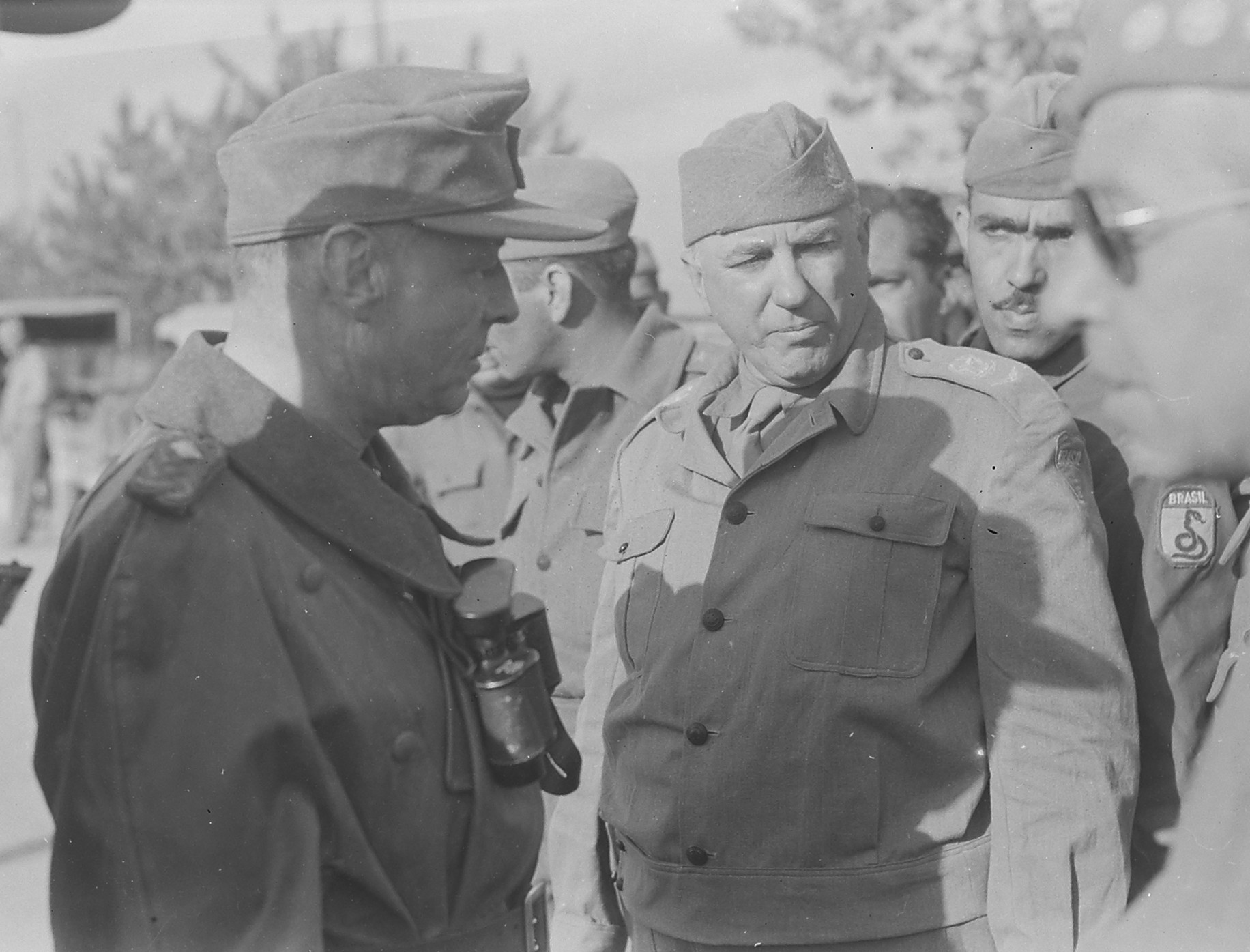
Generalleutnant Otto Fretter-Pico (esquerda) rendendo-se ao General Olympio Falconière da Cunha (centro).
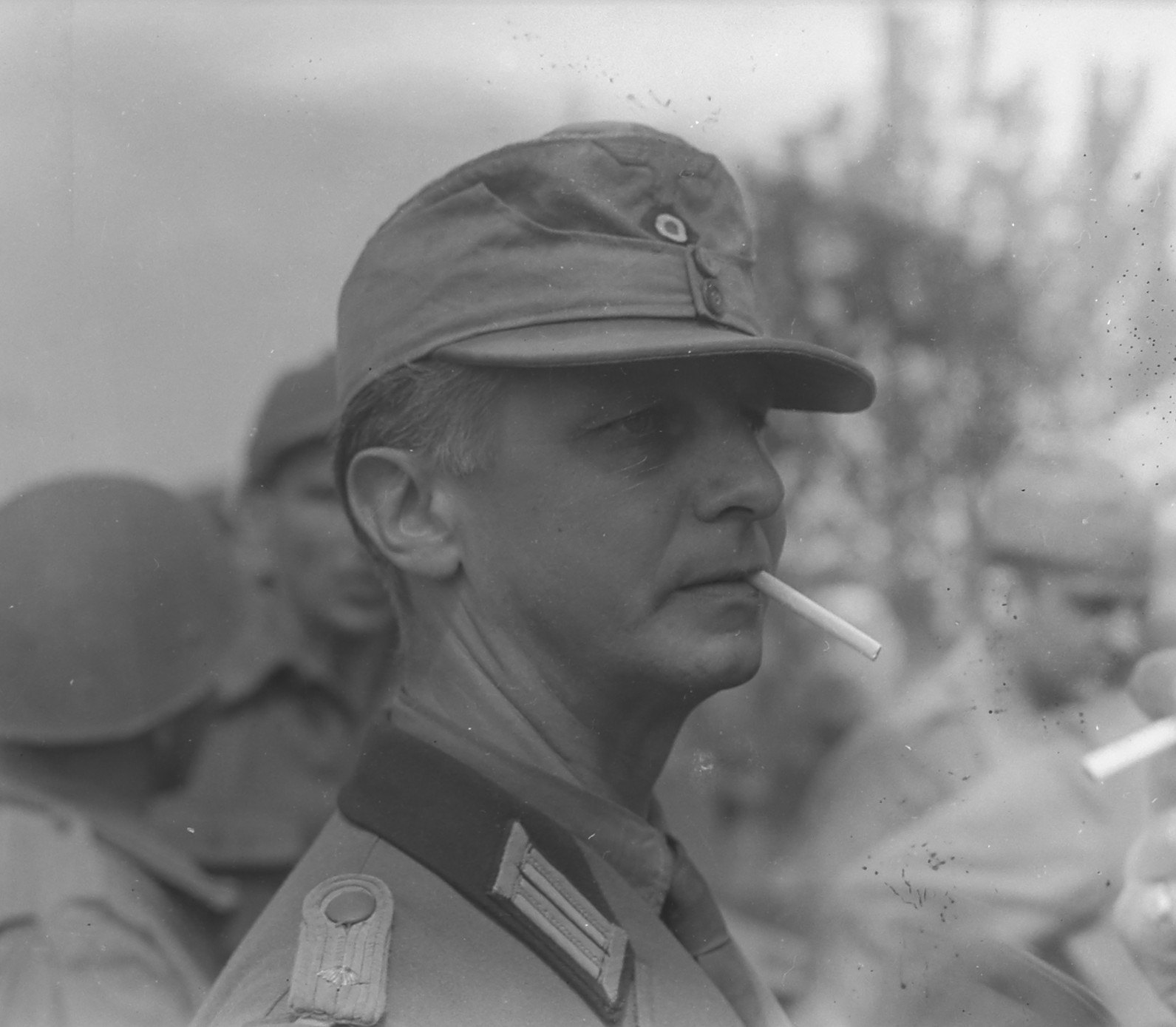
Soldado alemão do 148º durante a rendição.
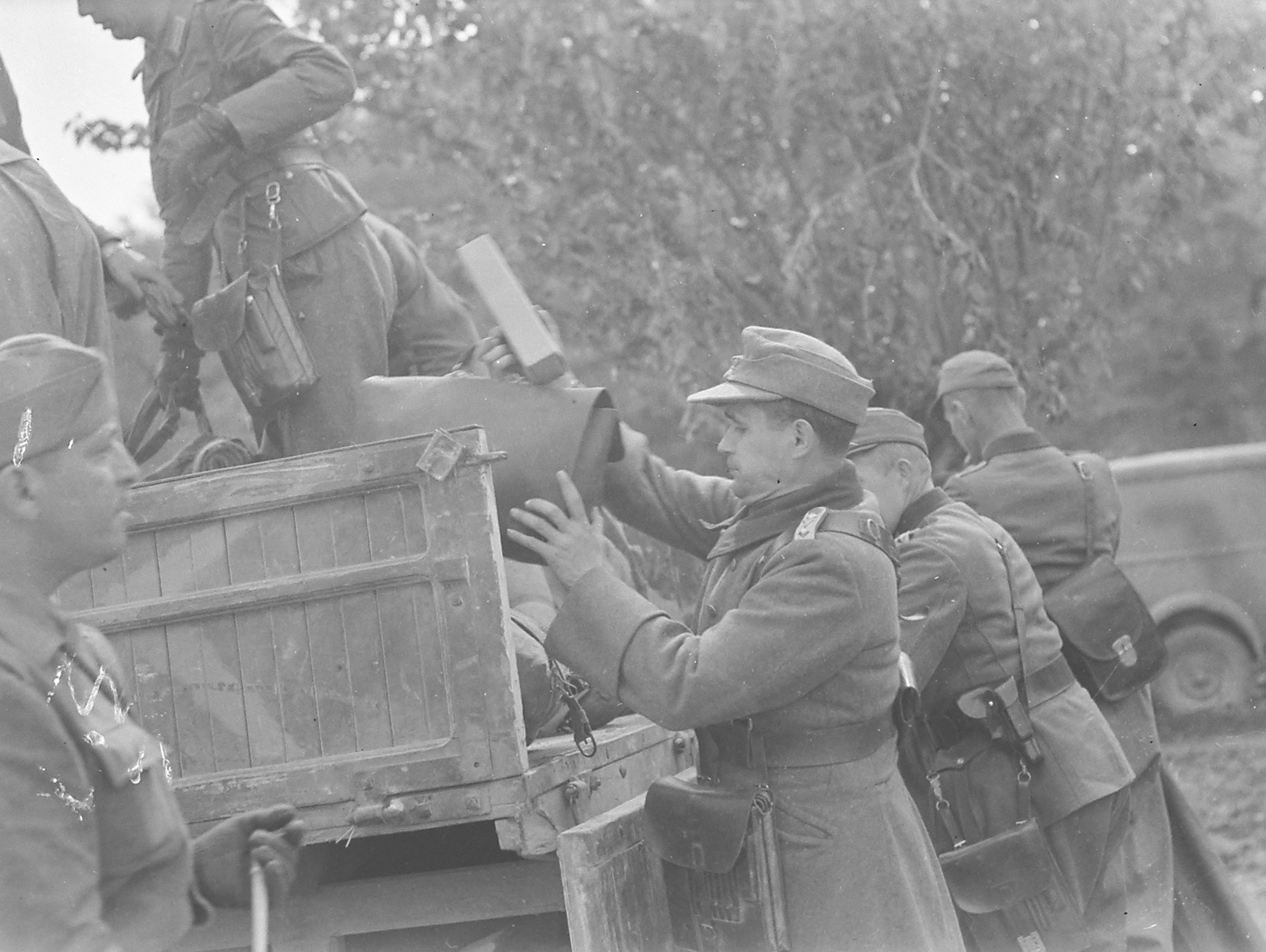
Soldados alemães carregando um veículo durante a rendição.